# Dermot O’Mahony
Dermot Patrick O’Mahony (ur. 18 lutego 1935 w Enniskillen, zm. 10 grudnia 2015) – irlandzki duchowny katolicki, biskup pomocniczy Dublina 1975-1996.

## Życiorys
Święcenia kapłańskie otrzymał 29 maja 1960.
13 lutego 1975 papież Paweł VI mianował go biskupem pomocniczym Dublina, ze stolicą tytularną Thiava. 13 kwietnia tego samego roku z rąk arcybiskupa Dermota Ryana przyjął sakrę biskupią. 7 czerwca 1996, ze względu na wiek, na ręce papieża Jana Pawła II złożył rezygnację z zajmowanej funkcji.
Zmarł 10 grudnia 2015.